# Застава Канаде
Застава Канаде, позната као Јаворов лист (енгл. Maple Leaf, фр. l'Unifolié) је застава са црвеном основом са белим квадратом на средини на коме се налази стилизовани лист шећерног јавора са једанаест врхова.
Канада је после Првог светског рата све више користила канадску варијанту британске Црвене заставе као де факто националну заставу, заједно са британским Јунион Џек барјаком. Мекензи Кинг премијер током двадесетих и четрдесетих година је тежио да уведе Црвену заставу као прелазно решење ка увођењу засебне канадске националне заставе. Застава са јаворовим листом у званичној је употреби од увођења 1965. године. Британска застава и канадска британска Црвена застава су још увек у употреби у Канади од стране удружења ратних ветерана и других који желе да истакну важност монархије и везе са Комонвелтом.

## Галерија
- Застава Велике Британије („Union Flag“) (1606–1800)
- Застава Велике Британије („Union Flag“) (1801–данас)
- Застава коришћена у периоду (1868–1921)
- Застава коришћена у периоду (1921–1957)
- Верзија из 1957. („Canadian Red Ensign“) коришћена до 1965.
- Предлог заставе („Pearson Pennant“)
- Застава Краљевског војног колеџа Канаде
- Ранија верзија
- Садашња застава, (1965–данас)